# Petr Beitl
Petr Beitl (* 5. prosince 1966 Jablonec nad Nisou) je český politik a soukromý podnikatel, od října 2017 poslanec Poslanecké sněmovny PČR, v letech 2008 až 2018 a znovu v letech 2020 až 2021 zastupitel Libereckého kraje, v letech 2010 až 2018 starosta/primátor města Jablonce nad Nisou, člen ODS.

## Život
Po absolvování ZDŠ Šumava v Jablonci nad Nisou vystudoval Gymnázium U Balvanu taktéž v Jablonci nad Nisou. Následně nastoupil na Vysokou školu strojní a textilní v Liberci, kterou ukončil v roce 1989 a získal titul Ing.
Po vysoké škole nastoupil do plastikářské firmy BTV s.r.o. v Jablonci nad Nisou. Od roku 1994 začal soukromě podnikat, a to především v oblasti stravovacích a ubytovacích služeb. V roce 1996 pak s kolegou založil společnost Ještěd spol.s r. o., která působí v oboru gastronomie a ubytování (spravuje především horský Hotel Ještěd a Prezidentskou chatu). Činnost ve firmě ukončil v roce 2010, když se stal starostou Jablonce nad Nisou. Od roku 2011 je také prvním místopředsedou Euroregionu Nisa.
Petr Beitl je ženatý, jeho manželka Renáta je realitní makléřkou. Mají spolu dceru a dva syny, žijí v Jablonci nad Nisou. Rád sportuje, od roku 1978 je členem oddílu rychlostní kanoistiky na jablonecké přehradě, dále lyžuje, jezdí na snowboardu a na kole. Mezi jeho koníčky patří také turistika, práce na zahradě a studium cizích jazyků (hovoří anglicky, německy a rusky).

## Politické působení
Od roku 2002 je členem ODS, v roce 2006 se stal předsedou Oblastního sdružení ODS Jablonec nad Nisou a v letech 2009 až 2010 byl členem Výkonné rady ODS. V komunálních volbách v roce 2006 byl za tuto stranu zvolen zastupitelem města Jablonce nad Nisou. Ve volbách v roce 2010 post zastupitele města obhájil, když vedl kandidátku ODS. Strana volby ve městě vyhrála (26,15 % hlasů, 9 mandátů) a Petr Beitl byl dne 11. listopadu 2010 zvolen starostou města Jablonce nad Nisou. S tím, jak se Jablonec nad Nisou stal v březnu 2012 statutárním městem, změnila se i funkce starosty na funkci primátora. V září 2014 jej Svaz měst a obcí ČR vyhlásil nejlepším primátorem v ČR za volební období 2010 až 2014.
Také v komunálních volbách v roce 2014 obhájil post zastupitele města, když opět vedl kandidátku ODS. Strana volby ve městě i tentokrát vyhrála (20,41 % hlasů, 7 mandátů), ale hrozilo jí, že skončí v opozici. Nakonec však vytvořila koalici se třetí ČSSD, pátým subjektem „Domov nad Nisou“ (tj. SLK a nezávislí kandidáti), šestou stranou Nová budoucnost pro Jablonec a sedmou TOP 09. Dne 27. listopadu 2014 pak byl Petr Beitl zvolen primátorem statutárního města Jablonce nad Nisou pro druhé funkční období.
V krajských volbách v roce 2008 byl za ODS zvolen do Zastupitelstva Libereckého kraje. Ve volbách v roce 2012 mandát obhájil. Působil jako místopředseda klubu krajských zastupitelů ODS, nyní je předsedou. Také ve volbách v roce 2016 byl zvolen krajským zastupitelem. V únoru 2018 však na mandát rezignoval, jelikož se stal poslancem.
Ve volbách do Evropského parlamentu v roce 2009 kandidoval za ODS, ale neuspěl. Ve volbách do Poslanecké sněmovny PČR v roce 2013 kandidoval za ODS v Libereckém kraji, ale rovněž neuspěl.
Ve volbách do Poslanecké sněmovny PČR v roce 2017 byl lídrem ODS v Libereckém kraji. Získal 2 036 preferenčních hlasů a stal se poslancem.
V komunálních volbách v roce 2018 obhajoval symbolicky ze 30. místa kandidátky ODS post zastupitele města Jablonec nad Nisou, ale neuspěl. Dne 15. listopadu 2018 jej v křesle primátora města vystřídal Milan Kroupa z hnutí ANO 2011.
V krajských volbách v roce 2020 kandidoval na šestém místě kandidátky ODS do zastupitelstva Libereckého kraje. Vlivem preferenčních hlasů se umístil na třetím místě, a znovu se tak stal krajským zastupitelem.
Ve volbách do Poslanecké sněmovny PČR v roce 2021 byl z pozice člena ODS lídrem kandidátky koalice SPOLU (tj. ODS, KDU-ČSL a TOP 09) v Libereckém kraji a byl zvolen poslancem.
V komunálních volbách v roce 2022 kandidoval do zastupitelstva Jablonce nad Nisou ze 4. místa kandidátky ODS. Vlivem preferenčních hlasů však skončil druhý, a stal se tak zastupitelem. Dne 24. října 2022 byl zvolen členem rady města.
Ve volbách do Poslanecké sněmovny PČR v roce 2025 je z pozice člena ODS lídrem koalice SPOLU (tj. ODS, KDU-ČSL a TOP 09) v Libereckém kraji.